# Pejuçara
Pejuçara é um município brasileiro do estado do Rio Grande do Sul. Localiza-se a uma latitude 28º25'24" sul e a uma longitude 53º39'21" oeste, estando a uma altitude de 449 metros. Sua população é de 3.973 habitantes. Possui uma área de 414,78km².